# Ageneiosus
Ageneiosus is een geslacht van straalvinnige vissen uit de familie van de houtmeervallen (Auchenipteridae).

## Soorten
- Ageneiosus atronasus Eigenmann & Eigenmann, 1888
- Ageneiosus brevis Steindachner, 1881
- Ageneiosus inermis (Linnaeus, 1766)
- Ageneiosus magoi Castillo & Brull G., 1989
- Ageneiosus marmoratus Eigenmann, 1912
- Ageneiosus militaris Valenciennes, 1835
- Ageneiosus pardalis Lütken, 1874
- Ageneiosus piperatus (Eigenmann, 1912)
- Ageneiosus polystictus Steindachner, 1915
- Ageneiosus ucayalensis Castelnau, 1855
- Ageneiosus uranophthalmus Ribeiro & Rapp Py-Daniel, 2010
- Ageneiosus vittatus Steindachner, 1908